# شب بد
شب بد (اسپانیایی: Mala Noche‎) (انگلیسی: Bad Night) فیلمی در ژانر رمانتیک و درام به کارگردانی گاس ون سنت است که در سال ۱۹۸۸ منتشر شد. این کار اولین فیلم بلند گاس ون سنت بود.